# Duello a S. Antonio
Duello a S. Antonio (San Antonio) è un film western del 1945 diretto da David Butler che ha come interpreti principali Errol Flynn e Alexis Smith.
Nei credit, come registi, appaiono non accreditati i nomi di Robert Florey e di Raoul Walsh.

## Trama
Texas, 1877. Un allevatore di bestiame, stanco delle continue razzie da parte di criminali che assottigliano il numero delle sue mandrie, decide di mettersi a caccia dei responsabili. Dopo svariate indagini, scopre che il colpevole è in Messico e cela la sua attività criminale dietro a un night di cui è proprietario. L'allevatore così, viene in possesso delle prove di tali attività banditesche, e fa in modo di farsi eleggere sceriffo della città di San Antonio; inizia quindi l'opera di ripulitura dai banditi che la infestano, compreso l'autore dei furti di bestiame.

## Produzione

### Riprese
Le riprese del film, prodotto dalla Warner Bros., durarono dal 21 settembre a inizio dicembre 1944.

## Colonna sonora
- Some Sunday Morning musica di Ray Heindorf e M. K. Jerome, testo di Ted Koehler
- Put Your Little Foot Right Out - musica e testi di Larry Spier
- Somewhere in Monterey musica di Charles Kisco, testo di Jack Scholl
- La Varsuviana (tradizionale)

## Distribuzione
Il copyright del film, richiesto dalla Warner Bros. Pictures, Inc., fu registrato il 5 gennaio 1946 con il numero LP9. Il film venne presentato a New York il 29 dicembre 1945 allo Strand Theatre.

## Riconoscimenti
Premi Oscar 1946:
- Some Sunday Morning fu candidata per l'oscar alla migliore canzone
- candidatura alla migliore scenografia di un film a colori